# Крис Мас
Крис Мас (малайск. Keris Mas); (10 июня 1922, Бентонг, штат Паханг — 9 марта 1992, Куала-Лумпур) — малайзийский писатель, признанный мастер жанра короткого релистического рассказа, один из основателей движения «Поколение пятидесятников». Псевдоним. Настоящее имя Камалуддин Мухамад (малайск.  Kamaluddin Muhamad ).

## Краткая биография
Окончил малайскую школу в Бентонге и колледж Митмэн в Сингапуре. Во время японской оккупации работал на складе японской типографии в Сингапуре. В 1945—1949 гг. являлся членом Национальной малайской партии Малайи. После войны был журналистом в газетах «Мелаю Рая» (Великая Малайя), «Варта Негара» (Новости страны), «Утусан Заман» (Посланник эпохи), «Утусан Малаю» (Малайский посланник) и журнале «Мастика» (Талисман), которые выходили в Сингапуре. В 1956—1977 гг. работал в Куала-Лумпуре в Совете по языку и литературе. Одновременно был редактором литературного журнала «Деван Састра» и лингвистического «Деван Бахаса», которые издаются этим Советом. Принимал активное участие в литературных объединениях ПЕНА и ГАПЕНА. В 1977—1978 и 1985—1986 гг. был приглашённым писателем в Совете по языку и литературе, в 1979—1980 гг. — в Университете Малайя. Входил в состав жюри по присуждению литературных премий.

## Творчество
Автор шестидесяти рассказов, объединённых в четыре антологии, пяти повестей, эссе и критических статей, книги воспоминаний «30 лет в литературе» (1979). Первый рассказ «Наследство аристократа» опубликован в 1946 году в журнале «Сулух Малайя» (Светоч Малайи). В своих произведениях писатель, находившийся под влиянием индонезийской радикальной литературы 1930-40-х гг., обращался к насущным проблемам народной жизни, добивался насыщенности и экспрессии повествования.

## Сборники рассказов
- Mekar dan Segar (Цветущий и свежий) (1959)
- Dua Zaman (Две эпохи) (1963)
- Patah Tumbuh (Сломался, но выжил) (1963)
- Pertentangan (Столкновение) (1968)

## Повести
- Palawan Rimba Malaya (Герой малайскийх джунглей) (1946)
- Korban Kesucian (Жертва святости) (1949)
- Anak Titiwangsa (Сын Титивангсы) (1967)
- Saudagar Besar dari Kuala Lumpur (Большой торговец из Куала-Лумпура) (1983)
- Ramba Harapan (Джунгли надежды) (1985)

## Переводы на русский язык
- Крис Мас. Наши торговые ряды (Kedai Sederet di Kampung Kami). — У обочины шоссе. Рассказы современных малайских писателей. Составление и пер. Б. Парникеля. М.: Восточная литература, 1963.
- Крис Мас. Они не понимают (Mereka Tidak Mengerti). Пер. Р. Коригодского. — Современная малайзийская новелла. Составители В. Сигаев и Б. Парникель. Предисл. Б. Парникеля. М.: Прогресс, 1977
- Крис Мас. Чудо-печка (Dapur Ajaib). Рассказ. Пер. Е. Черепнёвой. — «Азия и Африка сегодня», 1979, № 5. Библиотечка журнала, с. 11-16.
- Крис Мас. Они не понимают (Mereka Tidak Mengerti). Пер. Р. Коригодского. — Избранные произведения писателей Юго-Восточной Азии. М., 1981

## Награды
- Премия «Поборник литературы» и грамота премьер-министра (1976)
- Государственная премия по литературе и звание Национальный писатель Малайзии (1981)
- Почётный доктор Университета наук Малайзии (1989)

## Семья
Жена Росвита Али, дочь Хаяти, сын Амир, семь внуков

## Память
- Именем писателя назван один из колледжей Национального университета Малайзии (Kolej Keris Mas).
- Имя писателя носит также один из парков города Сунгай-Уданг (штат Малакка) (Taman Keris Mas)
- В апреле 2016 года выпущены марка и конверт специального гашения с изображением писателя [3]